# Guru Purnima
Guru Purnima ist ein traditioneller Feiertag, der allen spirituellen und akademischen Gurus gewidmet ist. Es wird als Fest in Indien, Nepal und Bhutan von Hindus, Jains und Buddhisten gefeiert. Mit diesem Fest werden die gewählten spirituellen Lehrer oder Führer geehrt. Es wird am Vollmondtag (Purnima) im hinduistischen Monat Ashadha (Juni–Juli) begangen. Das Fest wurde von Mahatma Gandhi wiederbelebt, um seinem spirituellen Guru, Shrimad Rajchandra, Tribut zu zollen.
Neben der religiösen Bedeutung hat dieses Fest auch eine große Bedeutung für indische Akademiker und Gelehrte. Indische Akademiker feiern diesen Tag, indem sie ihren Lehrern danken und sich an frühere Lehrer und Gelehrte erinnern.